# Polittico di São Vicente de Fora
Il Polittico di San Vincenzo (conosciuto anche come Polittico di São Vicente de Fora o Polittico dell'Adorazione di San Vincenzo) è un polittico composto da sei pannelli dipinti attorno al 1450 e attribuiti al pittore portoghese Nuno Gonçalves, che fu attivo a Lisbona tra il 1450 e il 1471.
I pannelli sono una rappresentazione della società portoghese del XV secolo: clero, nobiltà e roturier.
L'opera originale, nella sua collocazione nella cattedrale di Lisbona, era composta da oltre dodici pannelli, come riportato da una fonte del 1767. Essi vennero esposti nella cattedrale almeno fino al 1690, poi riposti fino al 1742. Successivamente vennero trasferiti nella residenza arcivescovile palácio da Mitra a Loures per porli a riparo dal devastante terremoto di Lisbona del 1755. Le opere vennero riscoperte nel 1882 nel monastero di São Vicente de Fora da monsignor Alfredo Elviro dos Santos, segretario del Patriarca di Lisbona, il quale chiese a Ramalho Ortigão e José Queiroz di effettuare una valutazione.
I pannelli sono attualmente ospitati nel Museo nazionale d'arte antica a Lisbona.

## Composizione
| Pannello dei frati | Pannello dei pescatori | Pannello dell'Infante | Pannello dell'arcivescovo | Pannello dei cavalieri | Pannello della reliquia |
| ------------------ | ---------------------- | --------------------- | ------------------------- | ---------------------- | ----------------------- |
|                    |                        |                       |                           |                        |                         |
| 207 x 64 cm        | 206 x 60 cm            | 207 x 128 cm          | 207 x 128 cm              | 206 x 60 cm            | 207 x 64 cm             |